# Stazione di Guastalla
La stazione di Guastalla è una stazione ferroviaria posta lungo la linea Parma–Suzzara e capolinea della ferrovia Reggio Emilia-Guastalla. Serve la città di Guastalla, in provincia di Reggio Emilia.

## Storia

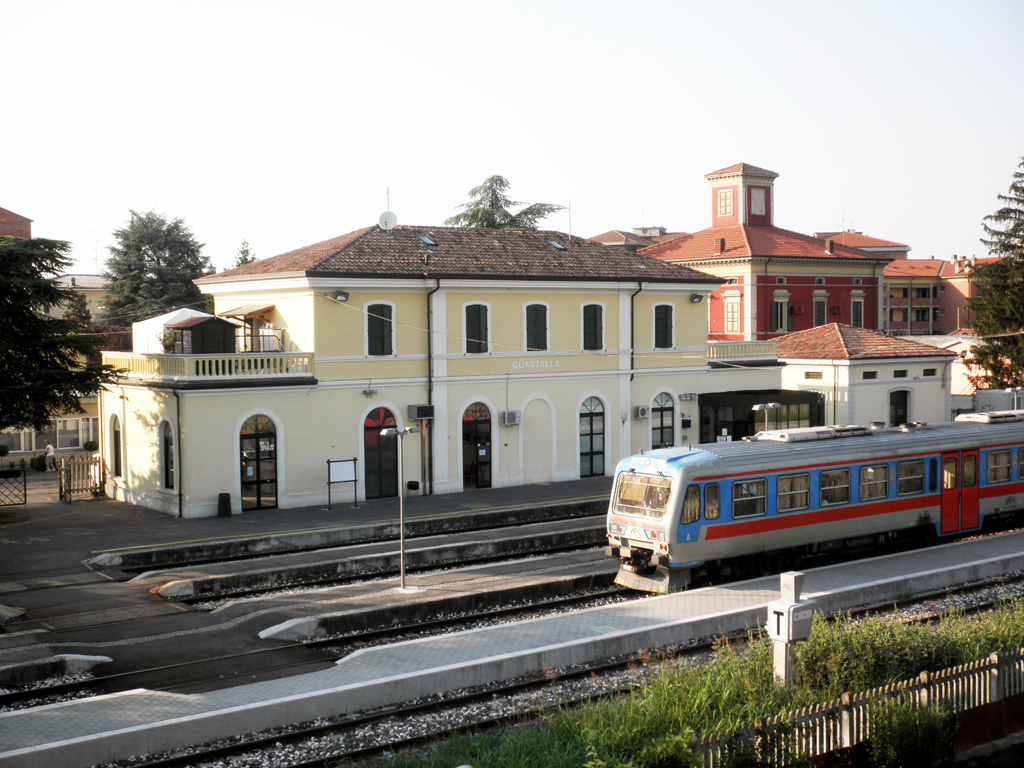
Il piazzale binari

La stazione fu aperta nel 1883 dalla Società Veneta, come parte della linea Parma–Suzzara.
Il 5 maggio 1887 divenne capolinea della linea per Reggio Emilia delle ferrovie reggiane.
Il gestore dell'infrastruttura di entrambe le linee è Ferrovie Emilia Romagna (FER).
Il 2 febbraio 2022 la stazione è stata dotata di un apparato centrale computerizzato (ACC), in sostituzione del precedente apparato centrale elettrico a itinerari (ACEI).

## Strutture e impianti
Dal 2023 la stazione è dotata di tre binari, serviti da marciapiedi alti (55 cm) e collegati da un sottopasso ciclopedonale.
In precedenza, i binari erano quattro, ad altezza ridotta (25 cm), ed erano raggiungibili tramite un attraversamento a raso.
Il sistema di informazioni ai viaggiatori è 
sonoro e, dagli anni 2020, con i tabelloni video di stazione.

## Movimento
La stazione è servita da treni regionali svolti da Trenitalia Tper nell'ambito del contratto di servizio stipulato con la Regione Emilia-Romagna. 
Il traffico merci nello scalo è curato da Dinazzano Po, impresa ferroviaria anch'essa controllata dalla Regione.
A novembre 2019, la stazione risultava frequentata da un traffico giornaliero medio di circa 1 526 persone (785 saliti + 741 discesi).